# Бригаде НОВ Србије
Током Народноослободилачке борбе народа Југославије, од 1941. до 1945. године у оквиру Народноослободилачке војске Југуославије формирано је укупно 41 бригада на подручју Србије под командом Главног штаба НОВ Србије од којих је 29 носило назив српске.
Трећа српска бригада добила је назив ударна, проглашена је за пролетерску и одликована Орденом народног хероја. Највише српских бригада формирано је 1944, по поновном разбуктавању оружане борбе након 1941. године.

## Списак бригада НОВ Србије
| назив                                   | датум формирања     | место формирања                  | одликовања |
| --------------------------------------- | ------------------- | -------------------------------- | ---------- |
| Прва шумадијска бригада НОВЈ            | 5. октобар 1943.    | Паљевине, планина Рудник         | ОПЗ и ОЗН  |
| Прва јужноморавска бригада НОВЈ         | 11. октобар 1943.   | Ображда, код Бојника             | ОПЗ и ОЗН  |
| Четврта српска бригада НОВЈ             | 20. новембар 1943.  | Буци, код Крушевца               | ОНО и ОЗН  |
| Привремена шумадијска бригада НОВЈ      | 22. децембар 1943.  | Мали Црљени, код Лазаревца       |            |
| Трећа српска пролетерска ударна бригада | 10. фебруар 1944.   | Поникве, код Чајнича             | ОНХ и ОЗН  |
| Пета српска бригада НОВЈ                | 14. јануар 1944.    | Велика Плана, код Прокупља       | ОЗН и ОБЈ  |
| Шеста српска бригада НОВЈ               | 16. јануар 1944.    | Ображда, код Бојника             | ОЗН        |
| Седма српска бригада НОВЈ               | 4. фебруар 1944.    | Јабуковик, код Власотинца        | ОЗН и ОБЈ  |
| Осма српска бригада НОВЈ                | 6. март 1944.       | Трговиште, код Врања             | ОБЈ        |
| Девета српска бригада НОВЈ              | 11. март 1944.      | Речица, Јабланица                | ОЗН        |
| Десета српска бригада НОВЈ              | 9. мај 1944.        | близина Стрелца                  | ОЗН        |
| Једанаеста српска бригада НОВЈ          | 9. мај 1944.        | Турјане, Пуста река              | ОЗН и ОБЈ  |
| Дванаеста српска бригада НОВЈ           | 18. мај 1944.       | Острозуб, код Власотинца         |            |
| Тринаеста српска бригада НОВЈ           | 13. јун 1944.       | Вина, код Лесковца               | ОЗН        |
| Четрнаеста српска бригада НОВЈ          | 17. јун 1944.       | Рибаре, код Ђуниса               | ОЗН        |
| Петнаеста српска бригада НОВЈ           | 20. јун 1944.       | Реткоцер                         |            |
| Шеснаеста српска бригада НОВЈ           | јун 1944.           | Дворане, код Крушевца            | ОЗН        |
| Седамнаеста српска бригада НОВЈ         | 2. јун 1944.        | Механе, код Куршумлије           | ОЗН        |
| Осамнаеста српска бригада НОВЈ          | 6. јун 1944.        | Манастир Ајдановац, код Прокупља | ОЗН        |
| Деветнаеста српска бригада НОВЈ         | 12. јун 1944.       | Горња Јошаница                   | ОЗН и ОБЈ  |
| Двадесета српска бригада НОВЈ           | 21. август 1944.    | Трговиште, код Сокобање          |            |
| 21. српска бригада НОВЈ                 | април 1944.         | Даросава, код Аранђеловца        | ОЗН        |
| Осма прешевска бригада НОВЈ             | август 1944.        | Прешево                          |            |
| 22. српска бригада НОВЈ                 | септембар 1944.     | планина Космај                   |            |
| 23. српска бригада НОВЈ                 | 12. септембар 1944. | Скробница, код Сокобање          |            |
| 24. српска бригада НОВЈ                 | 28. септембар 1944. | Трговиште, код Сокобање          |            |
| Дванаеста прешевска бригада НОВЈ        | 4. септембар 1944.  | Старац, код Врања                |            |
| 25. српска бригада НОВЈ                 | 6. септембар 1944.  | Стрелац, област Лужница          |            |
| Прва царибродска бригада НОВЈ           | 10. септембар 1944. | Цариброд                         |            |
| 26. српска бригада НОВЈ                 | 12. септембар 1944. | Балиновац, код Врања             |            |
| 27. српска бригада НОВЈ                 | 16. септембар 1944. | Држина, код Пирота               |            |
| Прва сурдуличка бригада НОВЈ            | 29. септембар 1944. | Сурдулица                        |            |
| Друга сурдуличка бригада НОВЈ           | 29. септембар 1944. | Сурдулица                        |            |
| Друга врањска бригада НОВЈ              | 29. септембар 1944. | Врање                            |            |
| Прва бабичка бригада НОВЈ               | септембар 1944.     | Бабица                           |            |
| Прва власотиначка бригада НОВЈ          | септембар 1944.     | Власотинце                       |            |
| 28. српска бригада НОВЈ                 | септембар 1944.     | Кривача, код Лесковца            |            |
| 29. српска бригада НОВЈ                 | 1. октобар 1944.    | Мијајлица, код Лесковца          |            |
| 31. српска бригада НОВЈ                 | 3. октобар 1944.    | Љиг                              |            |
| 32. српска бригада НОВЈ                 | 6. октобар 1944.    | Милошевац, код Шапца             |            |
| Железничка бригада НОВЈ                 | 5. децембар 1944.   | Ниш                              |            |